# Dimapur
Dimapur ist eine Stadt im Bundesstaat Nagaland im Osten Indiens. Dimapur ist Verwaltungssitz des gleichnamigen Distrikts. Die Stadt liegt am Fluss Dhansiri.
Dimapur hat als Stadt den Status eines Municipal Council und hatte beim Zensus 2011 knapp 123.000 Einwohner. 41 % der Bevölkerung sind Anhänger des Hinduismus, 45 % sind Christen, 11,2 % sind Muslime.
Die Stadt liegt an der Bahnstrecke Lumding Junction–Tinsukia Junction und verfügt über einen Flughafen (Dimapur Airport). Die Fernstraßen AH 1 und AH 2 kreuzen sich in Dimapur.
In der Vergangenheit war Dimapur zeitweise die Hauptstadt des Kachari-Königreichs.